# Cité administrative (Tulle)
Pour les articles homonymes, voir Cité administrative.
La Cité administrative Jean-Montalat est un immeuble de bureaux abritant des services de l’État situé à Tulle, en France. Elle est labellisée « Patrimoine du XXe siècle » depuis 2010.

## Description
Cette tour mesure 86 mètres et comprend 26 étages.
Œuvre en béton armé de l'architecte Jacques Sarrabezolles, sa construction débute en 1971, sur l'emplacement de la caserne du Champ de Mars, détruite par un incendie.
Inaugurée en janvier 1975 par Jacques Chirac, elle se veut comme un point de jonction entre la vieille ville et le quartier plus moderne de la Gare. Elle constitue un moyen d'asseoir le statut de ville-préfecture de Tulle face aux revendications de Brive-la-Gaillarde, ville la plus peuplée du département. Il s'agit de l'une des dernières tours construites dans une ville moyenne française, autorisée quelques mois avant leur interdiction par la circulaire Chalandon du 30 novembre 1971.
Elle est renommée Cité administrative Jean-Montalat en hommage au député-maire de Tulle, Jean Montalat (1912-1971).
La tour a bénéficié d'importants travaux de rénovation débutés en juin 2014, lesquels s'étant achevés courant été 2015.